# Campyloptère à ventre gris
Campylopterus largipennis
Espèce
Statut de conservation UICN

 LC  : Préoccupation mineure
Statut CITES
Répartition géographique
Le Campyloptère à ventre gris (Campylopterus largipennis) est une espèce d'oiseaux de la famille des Trochilidae.

## Habitat
Cet oiseau fréquente les forêts tropicales et subtropicales humides de plaine, ainsi que les sites où existaient auparavant des forêts, lourdement dégradées depuis.

## Sous-espèces
D'après Alan P. Peterson 4 sous-espèces ont été décrites :
- Campylopterus largipennis aequatorialis Gould, 1861 ;
- Campylopterus largipennis diamantinensis Ruschi, 1963 ;
- Campylopterus largipennis largipennis (Boddaert, 1783) ;
- Campylopterus largipennis obscurus Gould, 1848.